# Centro Superior de Estudios de la Defensa Nacional
El Centro Superior de Estudios de la Defensa Nacional (CESEDEN) es un órgano auxiliar de dirección de las Fuerzas Armadas de España al que corresponde impartir los cursos de Altos Estudios de la Defensa Nacional, así como desarrollar tareas de investigación y de fomento y difusión de la cultura de defensa y seguridad en España.  Funcionalmente depende de la Subsecretaría de Defensa y de la Secretaría General de Política de Defensa.
Fundado en 1964, desde 1999 integra las distintas Escuelas Superiores de las Fuerzas Armadas (fundadas, por su parte, a partir de 1842). Por sus aulas pasan desde Oficiales Generales, hasta personas relevantes del mundo civil, buscando estrechar relaciones y fomentar el conocimiento mutuo de necesidades y posibilidades.
Del CESEDEN dependen:
- La Escuela Superior de las Fuerzas Armadas (ESFAS).
- El Instituto Español de Estudios Estratégicos (IEEE).
- El Departamento de Cultura y Diplomacia de la Defensa (DCDD).
- La Comisión Española de Historia Militar (CEHISMI).